# Komisja Edukacji i Nauki

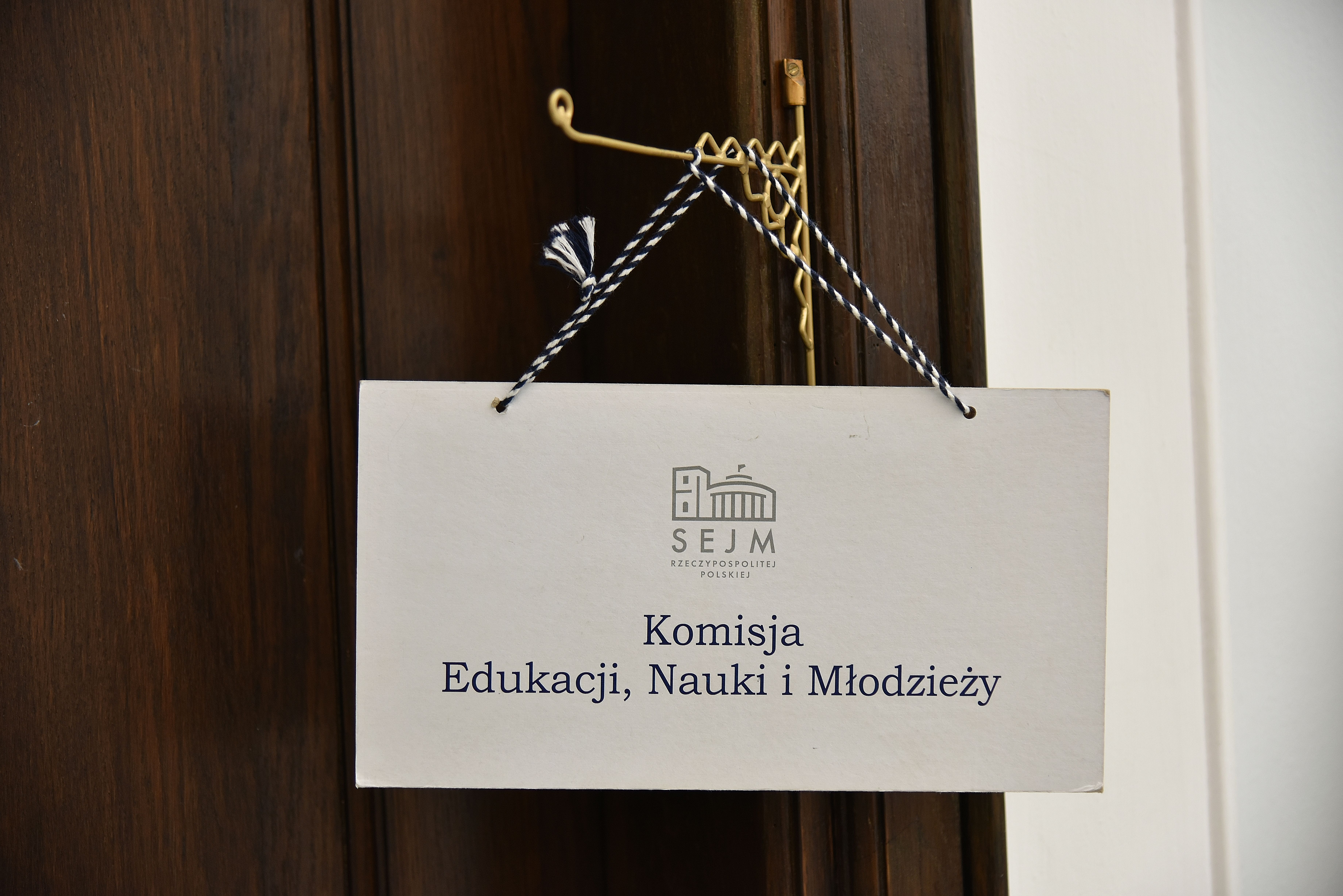
Informacja o trwającym posiedzeniu Komisji Edukacji, Nauki i Młodzieży

Komisja Edukacji i Nauki (skrót ENM), do 2024 Komisja Edukacji, Nauki i Młodzieży – stała komisja sejmowa.

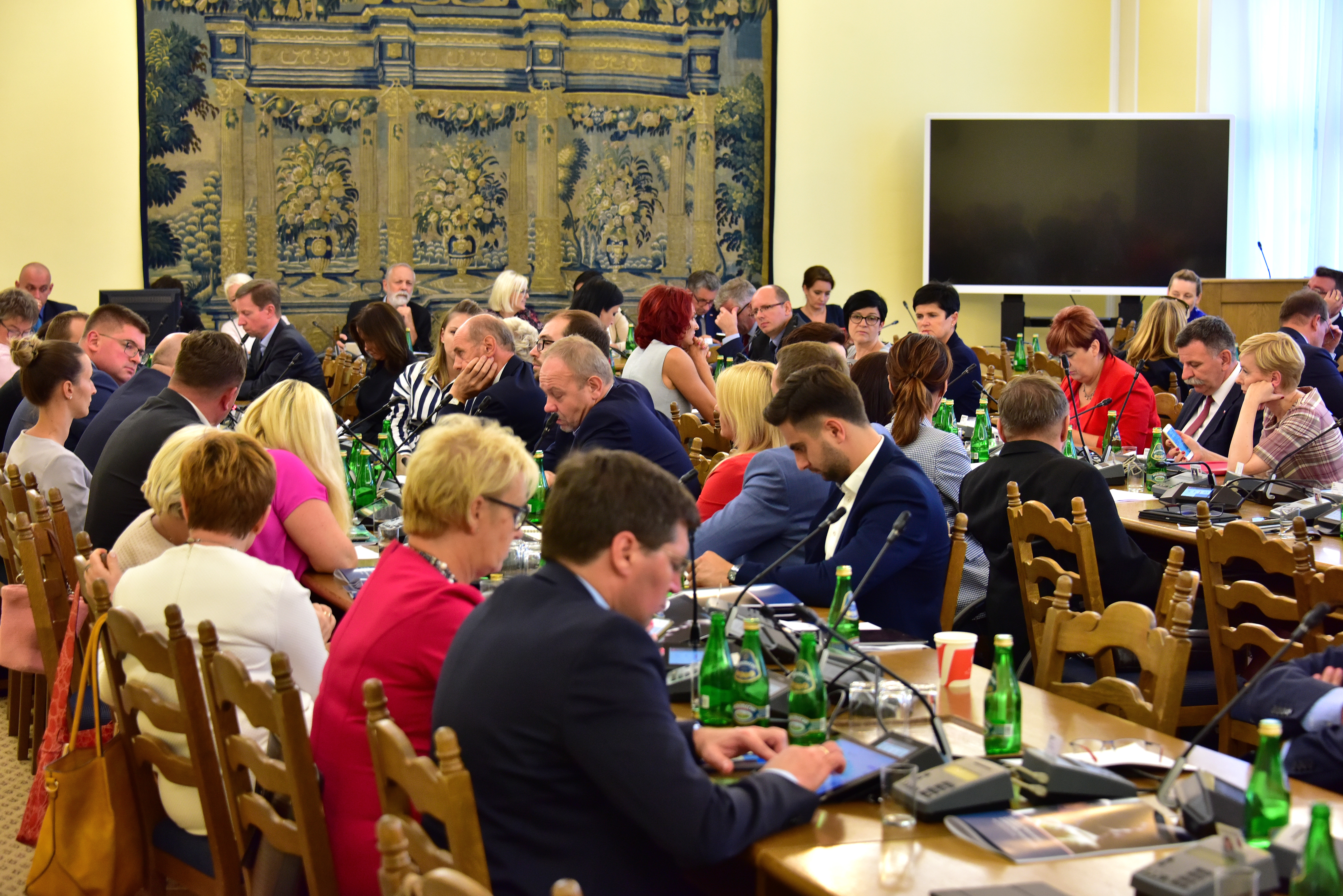
Połączone posiedzenie Komisji Edukacji, Nauki i Młodzieży oraz Komisji Polityki Społecznej i Rodziny w sali im. Konstytucji 3 Maja (2018)

## Zakres działania Komisji
W zakresie kompetencji Komisji Edukacji i Nauki znajdują się m.in.:
- kształcenie i wychowanie przedszkolne, podstawowe, ogólnokształcące, zawodowe, pomaturalne i wyższe,
- oświata dorosłych,
- kształcenie, dokształcanie i doskonalenie zawodowe nauczycieli oraz kadr naukowych,
- wypoczynek, kultura fizyczna i sport dzieci i młodzieży,
- polityka rozwoju nauki i postępu technicznego,
- organizacja i kierowanie nauką, badaniami naukowymi, jednostkami badawczo-rozwojowymi, wdrożeniami wyników badań do praktyki,
- wynalazczość i racjonalizacja, normalizacja, metrologia i jakość,
- korporacje i stowarzyszenia naukowe,
- współpraca naukowej z zagranicą,
- samorząd studencki oraz w jednostkach badawczo-rozwojowych[1].

Przedmiotowy zakres działania Komisji Edukacji i Nauki nie zwalnia innych komisji od szczególnej troski o sprawy postępu naukowo-technicznego w dziedzinach należących do ich właściwości.

## Komisja w Sejmie X kadencji

### Prezydium
- Krystyna Szumilas (KO) − przewodnicząca
- Kinga Gajewska (KO) − zastępczyni przewodniczącej
- Elżbieta Gapińska (KO) − zastępczyni przewodniczącej
- Wiesław Różyński (PSL-TD) − zastępca przewodniczącej
- Mirosława Stachowiak-Różecka (PiS) − zastępczyni przewodniczącej
- Ewa Szymanowska (PL2050-TD) − zastępczyni przewodniczącej

### Podkomisje
- Podkomisja stała do spraw nauki i szkolnictwa wyższego (ENM01S)[2]
  - przewodnicząca – Dorota Olko (Lewica)
- Podkomisja stała do spraw jakości kształcenia i wychowania (ENM02S)[3]
  - przewodnicząca – Dorota Łoboda (KO)
- Podkomisja stała do spraw kształcenia zawodowego (ENM03S)[4]
  - przewodnicząca – Katarzyna Matusik-Lipiec (KO)
- Podkomisja stała do spraw młodzieży (ENM04S)[5]
  - przewodniczący – Tomasz Zieliński (PiS)
- Podkomisja stała do spraw współpracy z organizacjami pozarządowymi, samorządowymi i związkami zawodowymi (ENM05S)[6]
  - przewodnicząca – Żaneta Cwalina-Śliwowska (PL2050-TD)
- Podkomisja nadzwyczajna do rozpatrzenia obywatelskiego projektu ustawy o zmianie ustawy Karta Nauczyciela (ENM01N)[7]
  - przewodniczący – Adam Krzemiński (KO)

## Prezydium Komisji w Sejmie IX kadencji
- Mirosława Stachowiak-Różecka (PiS) – przewodnicząca,
- Zbigniew Dolata (PiS) – zastępca przewodniczącej,
- Artur Dziambor (poseł niezrzeszony) – zastępca przewodniczącej,
- Dariusz Klimczak (KP) – zastępca przewodniczącej,
- Kazimierz Moskal (PiS) – zastępca przewodniczącej,
- Krystyna Szumilas (KO) – zastępczyni przewodniczącej,
- Bogusław Wontor (Lewica) – zastępca przewodniczącej[8].

## Sejm VIII kadencji
Komisja Edukacji, Nauki i Młodzieży w Sejmie VIII kadencji została powołana 16 listopada 2015 roku, tego samego dnia Sejm wybrał 40 posłów do składu komisji.

### Prezydium Komisji
- Rafał Grupiński (PO-KO) – przewodniczący,
- Katarzyna Lubnauer (PO-KO) – zastępczyni przewodniczącego,
- Kazimierz Moskal (PiS) – zastępca przewodniczącego,
- Dariusz Piontkowski (PiS) – zastępca przewodniczącego,
- Mirosława Stachowiak-Różecka (PiS) – zastępczyni przewodniczącego,
- Krystyna Szumilas (PO-KO) – zastępczyni przewodniczącego[9].

## Prezydium Komisji w Sejmie VII kadencji
- Piotr Paweł Bauć (TR) – przewodniczący
- Urszula Augustyn (PO) – zastępczyni przewodniczącego
- Artur Bramora (PSL) – zastępca przewodniczącego
- Sławomir Kłosowski (PiS) – zastępca przewodniczącego
- Domicela Kopaczewska (PO) – zastępczyni przewodniczącego
- Krystyna Łybacka (SLD) – zastępczyni przewodniczącego
- Zbigniew Włodkowski (PSL) – zastępca przewodniczącego[10]

## Prezydium Komisji w Sejmie VI kadencji
- Andrzej Smirnow (PO) – przewodniczący
- Urszula Augustyn (PO) - zastępczyni przewodniczącego
- Sławomir Kłosowski (PiS) – zastępca przewodniczącego
- Tadeusz Sławecki (PSL) – zastępca przewodniczącego
- Henryk Gołębiewski (SLD) – zastępca przewodniczącego[11]

## Prezydium Komisji w Sejmie V kadencji
- Krystyna Szumilas (PO) – przewodnicząca
- Zbigniew Girzyński (PiS) – zastępca przewodniczącej
- Mirosław Krajewski (Samoobrona RP) – zastępca przewodniczącej
- Krystyna Łybacka (SLD) – zastępczyni przewodniczącej
- Maria Nowak (PiS) – zastępczyni przewodniczącej[12]

## Prezydium Komisji w Sejmie IV kadencji
- Ryszard Hayn (SLD) – przewodniczący
- Danuta Grabowska (SLD) – zastępczyni przewodniczącego
- Teresa Jasztal (SLD) – zastępczyni przewodniczącego
- Henryk Ostrowski (Samoobrona RP) – zastępca przewodniczącego
- Jarosław Zieliński (PiS) – zastępca przewodniczącego[13]

## Prezydium Komisji w Sejmie III kadencji
- Grażyna Staniszewska (UW) – przewodnicząca
- Krystyna Łybacka (SLD) – zastępczyni przewodniczącej
- Józef Mioduszewski (PSL) – zastępca przewodniczącej
- Andrzej Smirnow (AWS) – zastępca przewodniczącej
- Mirosław Swoszowski (AWS) – zastępca przewodniczącej[14]

## Prezydium Komisji w Sejmie II kadencji
- Jan Zaciura (SLD) – przewodniczący
- Izabela Jaruga-Nowacka (UP) – zastępczyni przewodniczącego
- Ireneusz Skubis (PSL) – zastępca przewodniczącego
- Jerzy Zdrada (UW) – zastępca przewodniczącego[15]

## Prezydium Komisji w Sejmie I kadencji
- Andrzej Smirnow – przewodniczący
- Andrzej Rychlik – zastępca przewodniczącego
- Halina Nowina-Konopka – zastępczyni przewodniczącego
- Aleksander Łuczak – zastępca przewodniczącego[16]

## Prezydium Komisji w Sejmie X kadencji
- Roman Ney – przewodniczący
- Tadeusz Antoni Dziuba  – zastępca przewodniczącego
- Aleksander Łuczak  – zastępca przewodniczącego
- Jerzy Zdrada  – zastępca przewodniczącego[17]